# 330 a.C.
Il 330 a.C. (CCCXXX a.C. in numeri romani) è un anno  del IV secolo a.C.

## Eventi
- L'esploratore marsigliese Pitea inizia un viaggio d'esplorazione dell'Oceano Atlantico, diretto alla Manica e al Mare del Nord.
- Roma
  - Consolato di Lucio Plauzio Venno  e di Lucio Papirio Crasso II.

## Nati
- Manio Curio Dentato, romano († 270 a.C.)
- Menecrate di Efeso, poeta e filosofo greco antico († 270 a.C.)

## Morti
- Alessandro di Lincestide, militare macedone antico
- Aminta, militare macedone antico
- Ariamne I di Cappadocia, persiano
- Ariobarzane, generale persiano
- Carete, militare ateniese (n. 400 a.C.)
- Dario III di Persia, imperatore persiano (n. 380 a.C.)
- Demetrio, militare macedone antico
- Filota, generale macedone antico
- Kidinnu, astronomo, sacerdote e matematico babilonese